# 铁路管理传习所
铁路管理传习所、北平铁路管理传习所，是一所清朝末年设立的一所学校，为北京交通大学的前身。章梫任代理监督。
光绪三十二年（1906年），大清国邮传部司员曾鲲化经过十余月的考察后，起草《上邮传部创办铁路管理学堂书》，文中提倡路政、培育铁路管理人才，并极力主张创办铁路管理学校。同年，邮传部尚书徐世昌批准该意见，并于北京府右街创办了“铁路管理传习所”。
宣统元年（1909年）正式办学。初分高等班及简易班两级。高等班设法文一班，英文两班；简易班则设英文三班，德文一班。简易班于宣统二年（1910年）毕业，高等班则于民国元年（1912年）毕业。宣统二年，改名为“交通传习所”。